# Mar de Sámar
El mar de Sámar es uno de los mares interiores del archipiélago filipino, un pequeño mar que separa las islas Bisayas de la isla de Luzón, al norte. Está bordeado por las islas de Sámar al este, al sur por Leyte, Masbate al oeste, y al norte por Luzón.
El mar está conectado con el mar de Filipinas al norte a través del estrecho de San Bernardino, con el golfo de Leyte, al sureste a través del estrecho de San Juanico, con el mar de Bisayas al sudoeste, y con el mar de Sibuyán hacia el noroeste a través del paso de Masbate y el paso de Ticao. En él se encuentra la isla de Bilirán.